# Rueda de Jalón
Rueda de Jalón es un municipio y localidad española de la provincia de Zaragoza, en la comunidad autónoma de Aragón. El término municipal, ubicado en la comarca de Valdejalón, tiene una población de 325 habitantes (INE 2024).

## Topónimo
Rueda procede del término árabe   روطة اليهودي, RŪTA AL-YAHŪDĪ, "Rueda de los Judíos"; ciudad de la Marca Superior de Alandalús, pudiendo proceder RŪTA de la voz árabe RUTBA, "aduana", lo que "nos informa tanto de la existencia de unas instituciones aduaneras del período islámico encargadas de la percepción de los mismos, como de la presencia de unos “espacios viales” a los cuales estaban ligadas, además de ser testigo léxico del frecuente paso de ganados por estos “espacios viales”.

## Geografía
El municipio tiene un área de 107,37 km².

## Historia
Debió ser una población de relativa importancia, ya que es citada como "medina" (ciudad), a diferencia de otras poblaciones que tenían el rango de hisn, castillo, u otros términos de menor importancia. Una de las puertas de Alagón se llamaba "Puerta Rueda" y estaba situada en el camino que se dirige hacia Rueda de Jalón.
El historiador andalusí Ibn Hayyán, en 934, en el marco de la campaña de asedio de Saraqusta (Zaragoza) la cita: "las tropas (de an-Nāṣir) la rodearon y combatieron constantemente hasta tomarla por la fuerza con lo que an-Nāṣir (Abderramán III) rompió el collar de Zaragoza", de lo que se desprende su importancia estratégica. Su castillo era a su vez alcázar o palacio de recreo de los sultanes de Saraqusta, y tuvo gran importancia estratégica durante la invasión de los almorávides en 1110 y la posterior conquista de Zaragoza en 1118, ya que en este castillo palacio, protegido por Alfonso I de Aragón, se refugió y asentó el último de los sultanes saraqustíes, 'abd-al-Malik I. 'imád ad-Dawla (Pilar de la Dinastía) hasta su muerte en 1130.
Hasta la reforma de la nomenclatura municipal de 1916 el municipio se llamaba simplemente Rueda. En dicha fecha su nombre fue modificado por el de Rueda de Jalón.

## Demografía
Rueda de Jalón cuenta con una población de 325 habitantes (INE 2024).
| Gráfica de evolución demográfica de Rueda de Jalón entre 1842 y 2021                                                                                       |
| |
| Población de derecho según los censos de población del INE Población de hecho según los censos de población del INEEn este censo se denominaba Rueda: 1842 |

## Administración y política
| Período   | Alcalde                        | Partido |  |
| --------- | ------------------------------ | ------- |  |
| 1979-1983 | Luciano Sánchez Celaya         | UCD     |  |
| 1983-1987 | Mariano Martínez               | AP      |  |
| 1987-1991 | Teodoro Julián Martín Vizcaíno | PAR     |  |
| 1991-1995 | Teodoro Julián Martín Vizcaíno | PAR     |  |
| 1995-1999 | Miguel Ejea Ballarín           | PP      |  |
| 1999-2003 | Miguel Ejea Ballarín           | PP      |  |
| 2003-2007 | Miguel Ejea Ballarín           | PP      |  |
| 2007-2011 | Bernardo Lario Bielsa          | PP      |  |
| 2011-2015 | Bernardo Lario Bielsa          | PP      |  |
| 2015-2019 | Bernardo Lario Bielsa          | PP      |  |

| Partido político    | Partido político                                   | 2003   | 2007   | 2011   | 2015   |
| Partido político    | Partido político                                   | Ediles | Ediles | Ediles | Ediles |
|                     | Partido Popular de Aragón (PP)                     | 3      | 4      | 4      | 5      |
|                     | Partido Aragonés (PAR)                             | 2      | 1      | 1      | 2      |
|                     | Partido de los Socialistas de Aragón (PSOE-Aragón) | 1      | 2      | 2      | 0      |
|                     | Chunta Aragonesista (CHA)                          | 1      | —      | —      | —      |
| Total de concejales | Total de concejales                                | 7      | 7      | 7      | 7      |

## Monumentos y lugares de interés

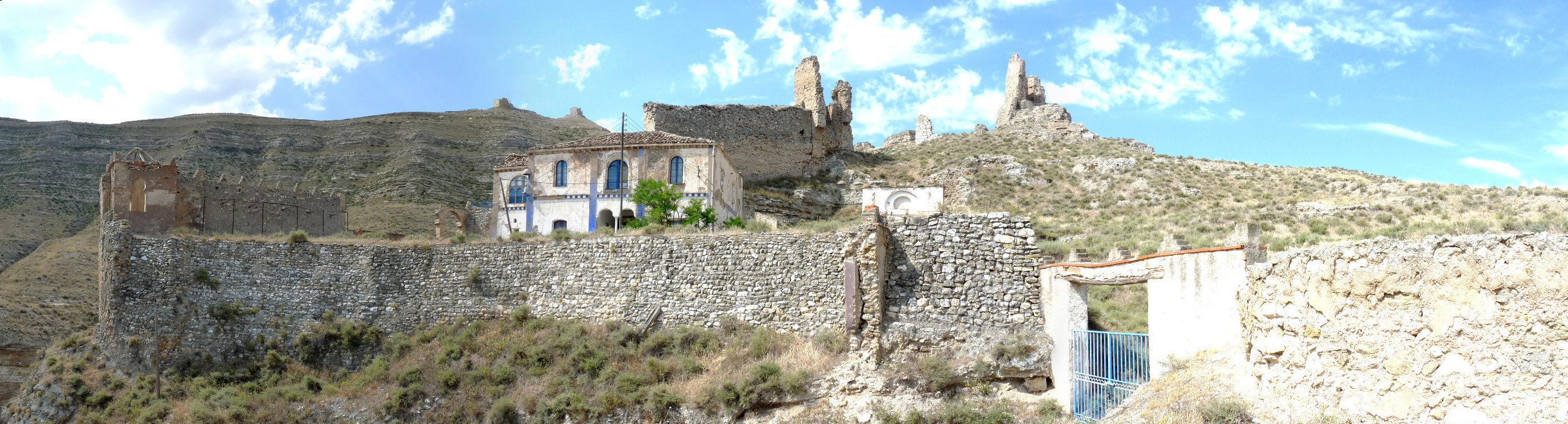
Vista del castillo

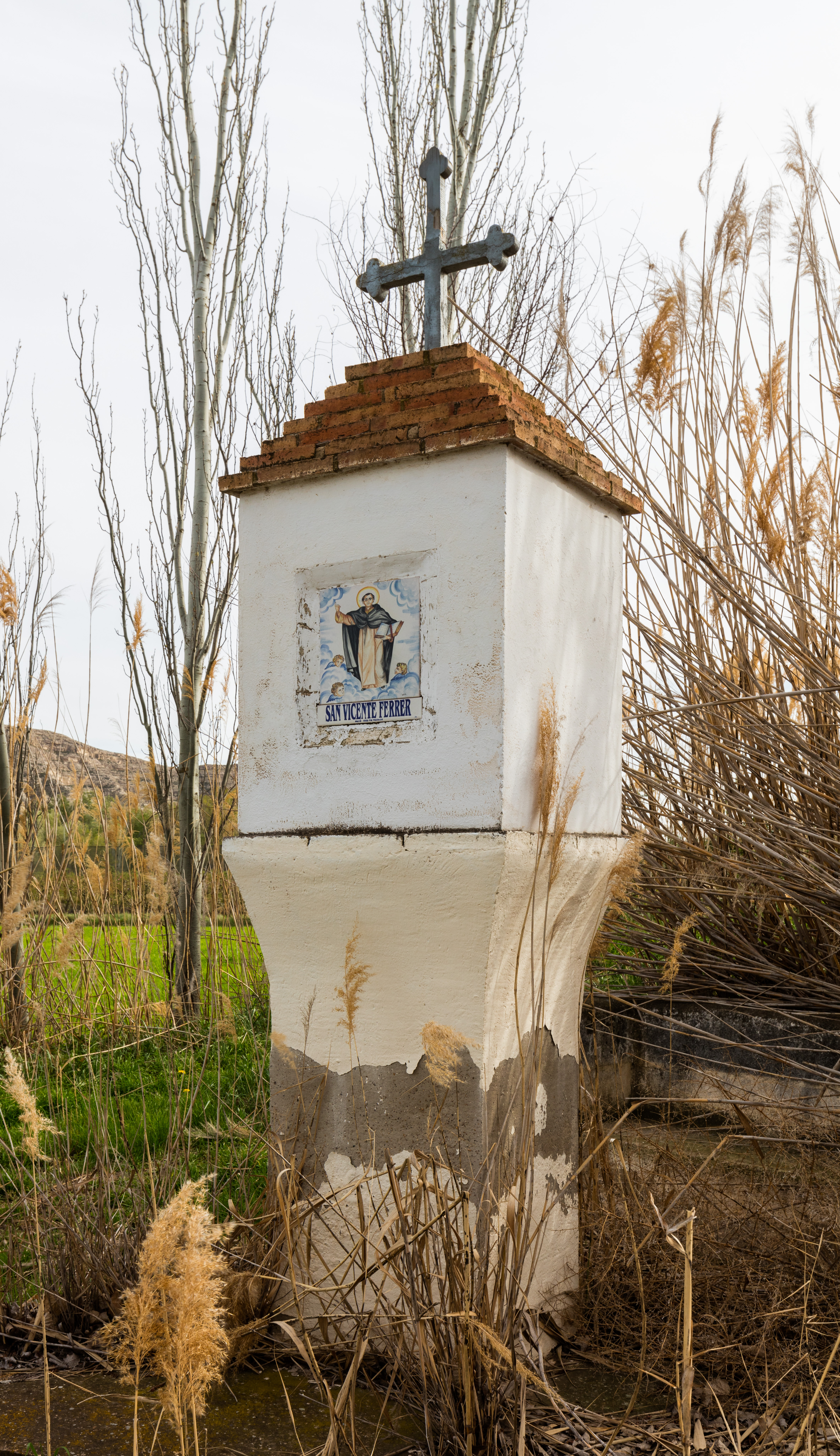
Peirón de San Vicente

- Castillo de Rueda de Jalón Hermanicas.
- Humedales de Ojos de Pontil.

## Fiestas
- San Antonio Abad, del 17 al 20 de enero.
- Santiago y Santa Ana, del 25 al 27 de julio.